# Carmen (jméno)
Carmen je ve španělštině a italštině ženské křestní jméno, zatímco v Británii je mužské i ženské. Podle českého kalendáře slaví jmeniny 16. července.
Jméno rozšířené pomocí španělštiny, má dva na sobě nezávislé původy, z hebrejštiny – Karmel znamená Zahrada a mladší původ, z latiny, Carmen píseň, zpěv. Ve španělštině vychází ze spojení Nuestra Señora de Monte Carmelo (v češtině nejčastěji blahoslavená Panna Marie na hoře Karmel ) a zvláště jeho zkráceniny Virgen del Carmen, což jsou pojmenování pro blahoslavenou Pannu Marii v její roli patronky řádu karmelitánů, katolického řádu založeného ve 12. století poustevníky žijícími v ústraní v pohoří Karmel v dnešním Izraeli, kde na konci 12. století postavili mezi svými poustevnami kapli a zasvětili ji blahoslavenné Panně Marii.

## Skutečné Carmen
- Hana Hegerová – česká swingová zpěvačka, vlastním jménem Carmen Farkašová-Čelková
- Carmen Electra – herečka
- Carmen Kass – modelka
- Carmen Mayerová – česká herečka, manželka herce Petra Kostky a matka herečky Terezy Kostkové
- Carmen Morejón – vokalistka pražské kapely United Flavour
- Carmen Zapata – herečka
- Carmen Justová - modelka, 2.vicemiss České miss 2010

## Fiktivní Carmen
- Carmen De La Pica Morales – DJka ze seriálu The L Word

## Souvislé články
- Carmen – známá opera